# Vleteren
Vleteren ist eine ländliche Gemeinde in der belgischen Provinz Westflandern. Die Gemeinde besteht aus den Orten Oostvleteren, Westvleteren und Woesten. Am 1. Januar 2024 hatte Vleteren eine Gesamtbevölkerung von 3600 Einwohnern. Das gesamte Gemeindegebiet beläuft sich auf eine Fläche von 38,15 km², was eine Bevölkerungsdichte von 94 Einwohner/km² bedeutet.

## Sehenswürdigkeiten
- Bekannt ist Vleteren für die St. Sixtus Abtei der Trappisten, die dort das bekannte Trappistenbier Westvleteren brauen.
- Die St.-Rictrudis-Kirche im Ortsteil Woesten der Gemeinde Vleteren wurde nach Zerstörung im Ersten Weltkrieg im Jahr 1923 wiedererrichtet; der Ursprung der Kirche geht auf das 15. Jahrhundert zurück.

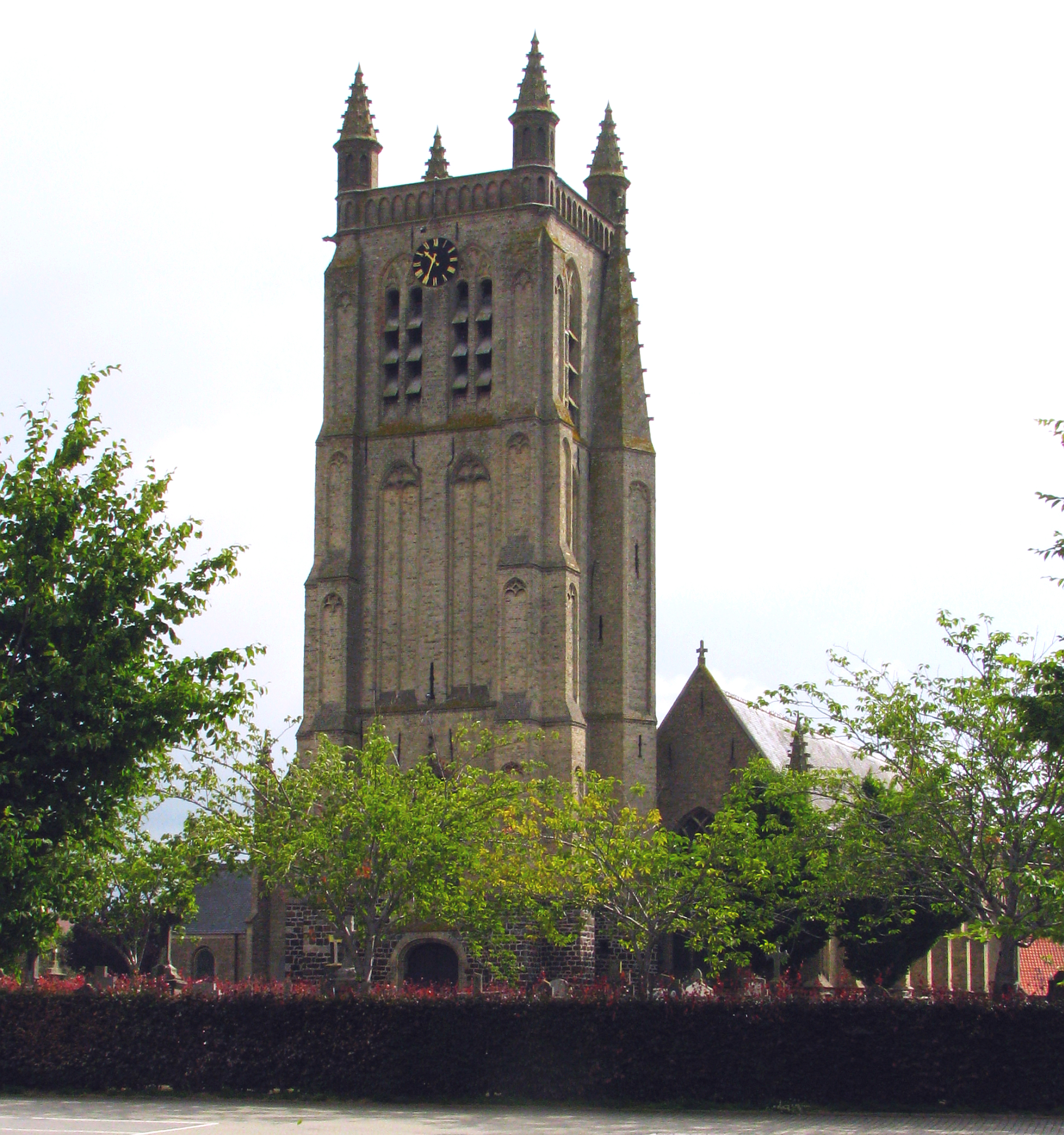
Aus dem Ortsteil Woesten:
die St.-Rictrudis-Kirche aus Südwest, wiedererrichtet 1923 (Ursprung im 15. Jahrhundert)

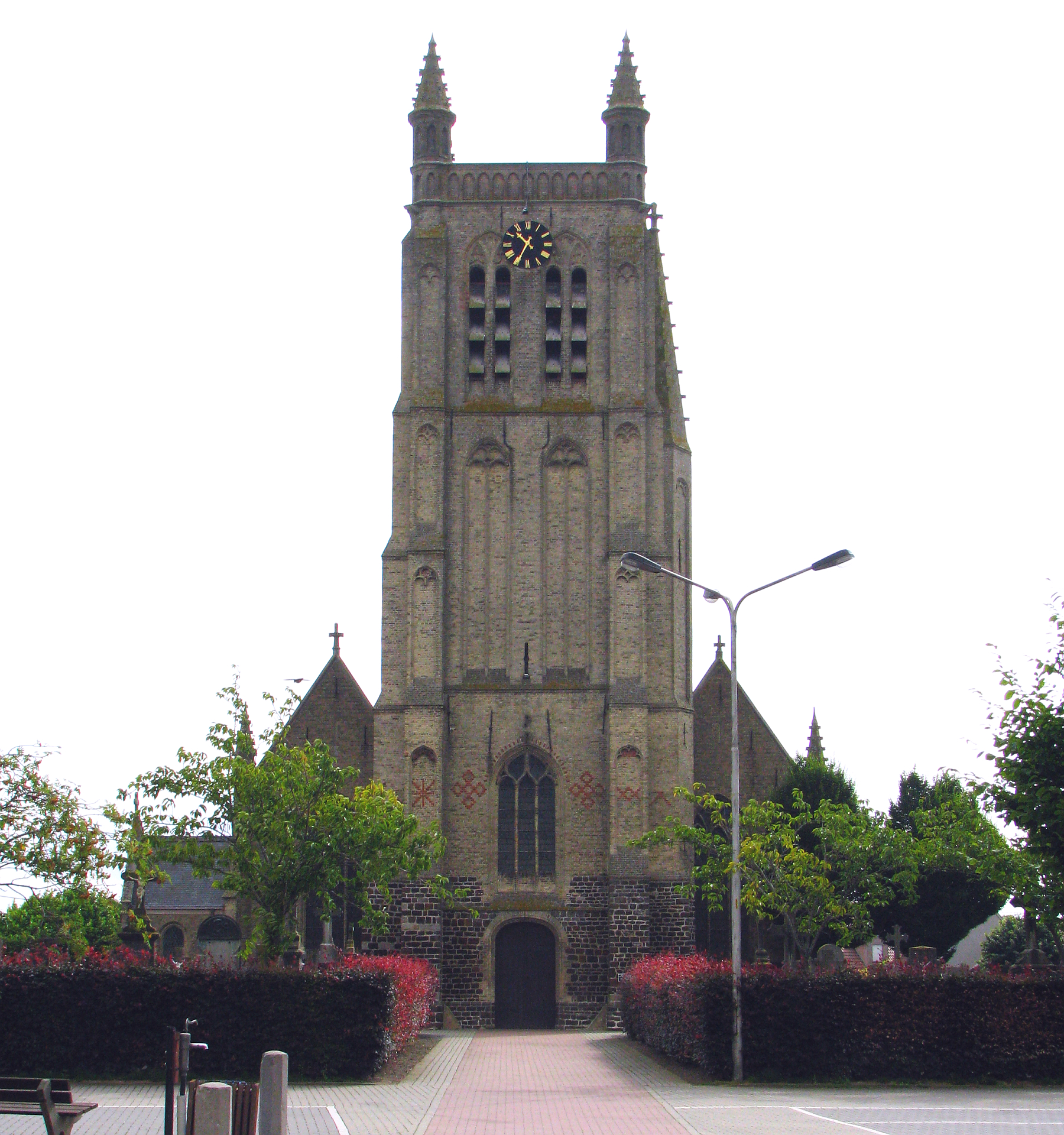
Ortsteil Woesten: Eingangsportal der St.-Rictrudis-Kirche (aus Westen), die Kirche besaß keine Turmspitze